# Mesoleius cognatus
Mesoleius cognatus là một loài tò vò trong họ Ichneumonidae.